# Christoffer Barnekow
Kjell Christoffer Ove Adolf Barnekow, född 13 april 1940 i Malmö, död 5 januari 2018 i Oscars distrikt i Stockholm, var en svensk friherre, journalist och TV-programledare.

## Biografi
I slutet av 1950-talet tog Barnekow en kurs i radiojournalistik vid ABF och sökte därefter arbete vid Sveriges Radio i Malmö. Han fick emellertid inte någon tjänst, utan gick istället vidare till studier i språk och litteratur vid Lunds universitet. Under en period arbetade han som dramalärare. År 1963 var han regiassistent till Bo Widerberg vid inspelningen av dennes film Kvarteret Korpen. År 1969 anställdes han vid den då nystartade kanalen TV 2 i Malmö, där han fick i uppgift att producera barnprogram. Tillsammans med Staffan Westerberg skrev han manus till Vilse i pannkakan 1975. Han var anställd vid SVT Malmö i 25 år och arbetade bland annat med undersökande journalistik i programmen Reportrarna och Uppdrag granskning. Han medverkade på 1980-talet som reporter i TV-programmet Rekord-Magazinet. 1984, 1987 och 1991 spelade han, tillsammans med Poul Nesgaard och Elith Nykjær Jørgensen in tre säsonger av serien I Sanningens tjänst. Barnekow gjorde senare sex säsonger av serien Arkitekturens pärlor i Go'kväll tillsammans med Martin Rörby och SVT's filmfotograf Benjamin Jónsson (numera Sandvold). Efter pensionen flyttade Barnekow till Stockholm, där han ledde Kulturhusets programserie Panorama Stockholm om stadens förändring och arkitektur. Han arbetade samtidigt med debattserien Stad i förvandling på ABF.
Barnekow var 1968–1985 gift med Kerstin Sjögren. I det äktenskapet föddes två barn. Han gifte 1994 om sig med journalisten Hanne Fokdal.

## TV

### Programledare
- 1993–1998 – Sommarnattens skeende
- 1994–1996 – Gomorron Sverige
- 1995–2000 – Bildjournalen [11][8]

### Medverkan
- 1984, 1987, 1991 - I sanningens tjänst[12]
- 2000 — Dansk skalle, svensk tiger
- 2003—2004 — Anders och Måns
- 2010-talet — Arkitekturens pärlor i Go'kväll (6 säsonger)